# Nadd Hessa
Nadd Hessa (in arabo ند حصة	‎?), detta anche Dubai Silicon Oasis (DSO), è una comunità dell'Emirato di Dubai, negli Emirati Arabi Uniti. Si trova nel Settore 6 nella zona centrale di Dubai.

## Territorio
Il territorio della comunità occupa una superficie di 9,8 km² nella zona centrale di Dubai.
L'area è delimitata dalla comunità di Warsan 4 a nord-est, dalla Sheikh Zayed Bin Hamdan Al Nahyan Street (D 54) a sud-est, dalla Dubai Al Ain Road (E 66) a sud-ovest e dalla Sheikh Mohammed Bin Zayed Road (E 311) a nord-ovest.
Questa è una comunità mista che comprende tre parti principali: una parco tecnologico, dei complessi di ville e torri residenziali distribuite nell'area.
Fra i principali punti di riferimento della comunità ci sono:
- il quartier generale della Dubai Silicon Oasis Autority (DSOA);[6]
- gli edifici residenziali di Silicon Gates 1, Silicon Gates 2, Silicon Gates 3 e Silicon Gates 4;[5]
- l'edificio residenziale Palacio Tower, completato nel 2012 e progettato dal famoso studio di ingegneria e architettura, ARC International.[5]
- il complesso multiedificio delle Palace Towers che comprende la Palace Tower 1 e Palace Tower 2. Palace Tower 1 è un edificio residenziale di 24 piani che contiene 424 appartamenti e Palace Tower 2 un edificio per uffici di 27 piani che contiene 150 suite per uffici high-tech.[7]
- il complesso residenziale Cedre Villas, composto di circa 1.200 unità abitative con 3, 4 e 5 camere da letto;[5]
- il complesso residenziale Semmer Villas, composto da 560 ville di lusso con 4 camere da letto. Il complesso ha un centro commerciale, un supermercato, ristoranti, negozi, piscine comunitarie e aree ricreative;[5]
- il complesso per uffici della SIT Tower, con 26 piani fuori terra, in grado di fornire 382 unità per uffici, e tre piani interrati con 850 posti auto;[8]
- il prestigioso campus universitario Rochester Institute of Technology di Dubai;[5]
- il campus per imprenditori tecnologici Dubai Technology Entrepreneur Campus, in grado di fornire supporto alle startup tecnologiche;[9]
- il centro commerciale comunitario di Cedre Shopping Center che ospita fra l'altro il supermercato della catena Spinneys;[5]

L'area non è servita dalla metropolitana e non ci sono fermate nelle comunità più vicine. 
Vi sono comunque diverse linee di superficie che servono abbastanza capillarmente la comunità collegandola alle comunità vicine.